# Huis 't Velde

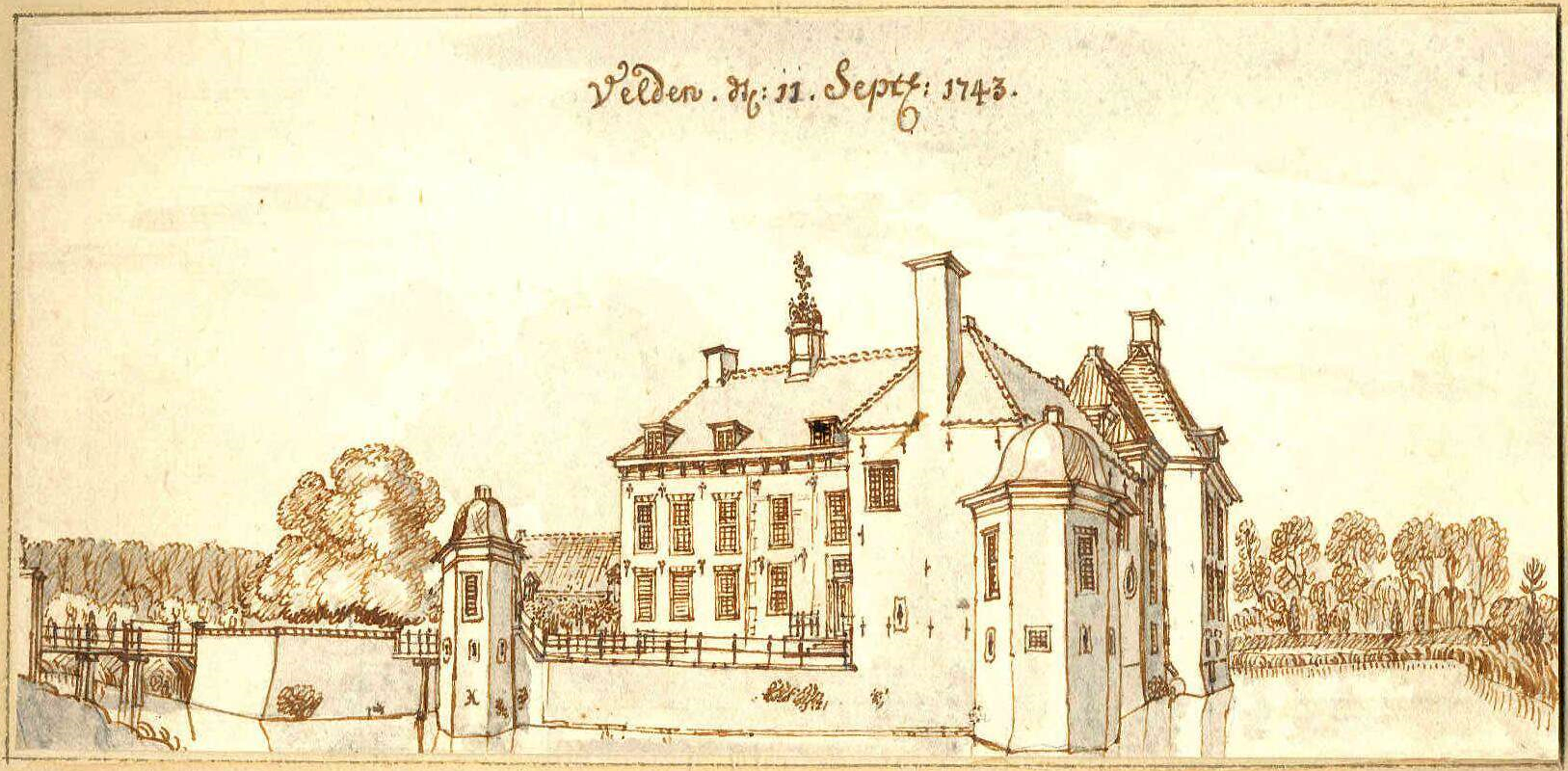
Het huis in 1742.

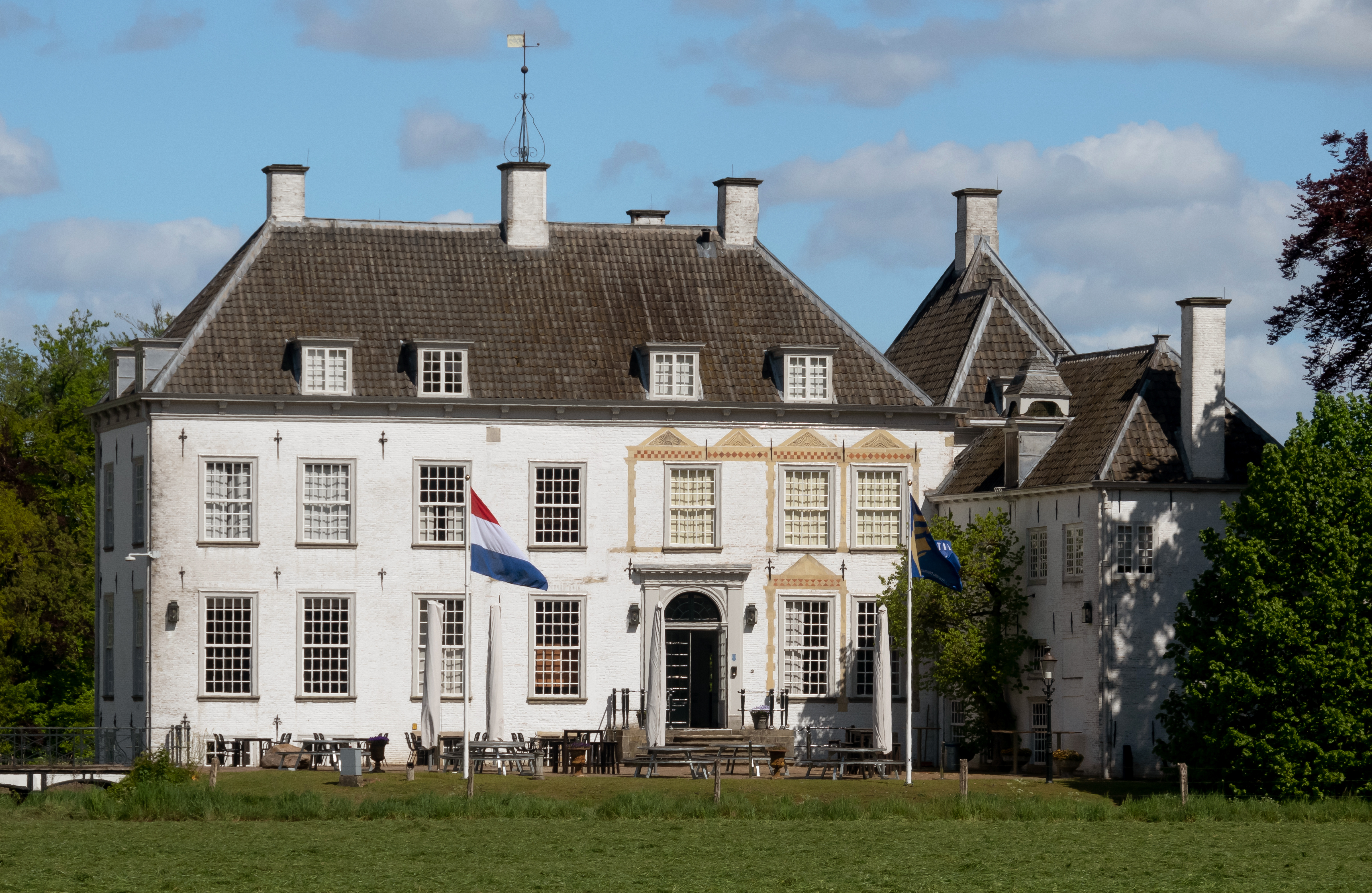
Huis 't Velde in 2020

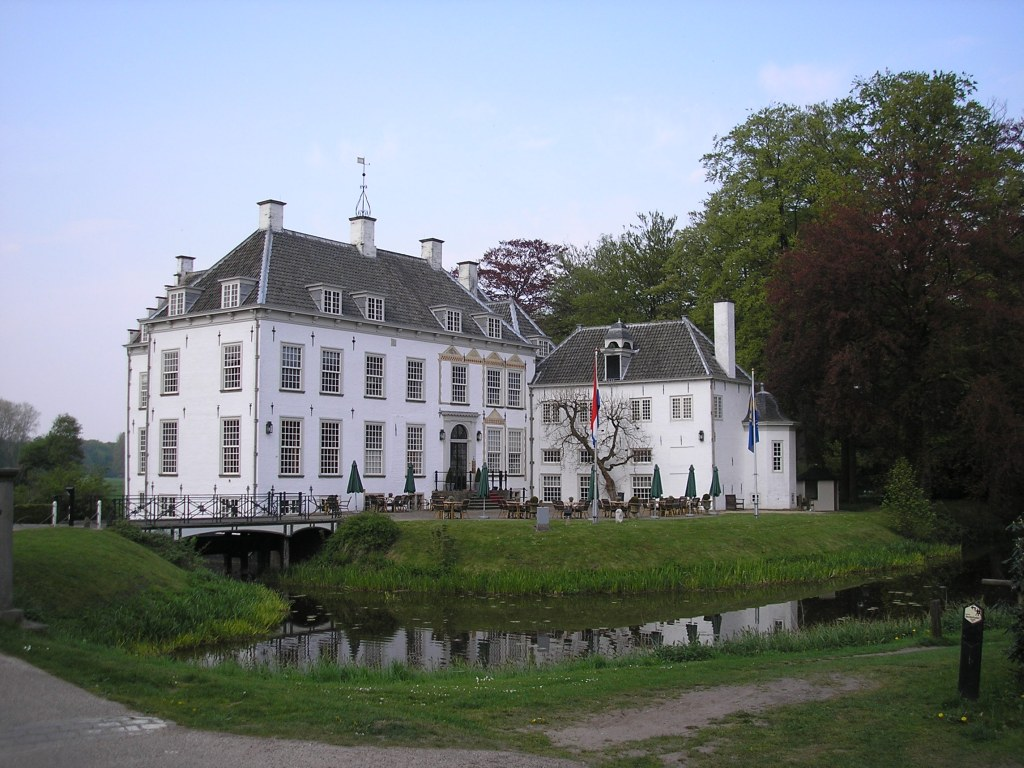
Voorkant van Huis 't Velde.

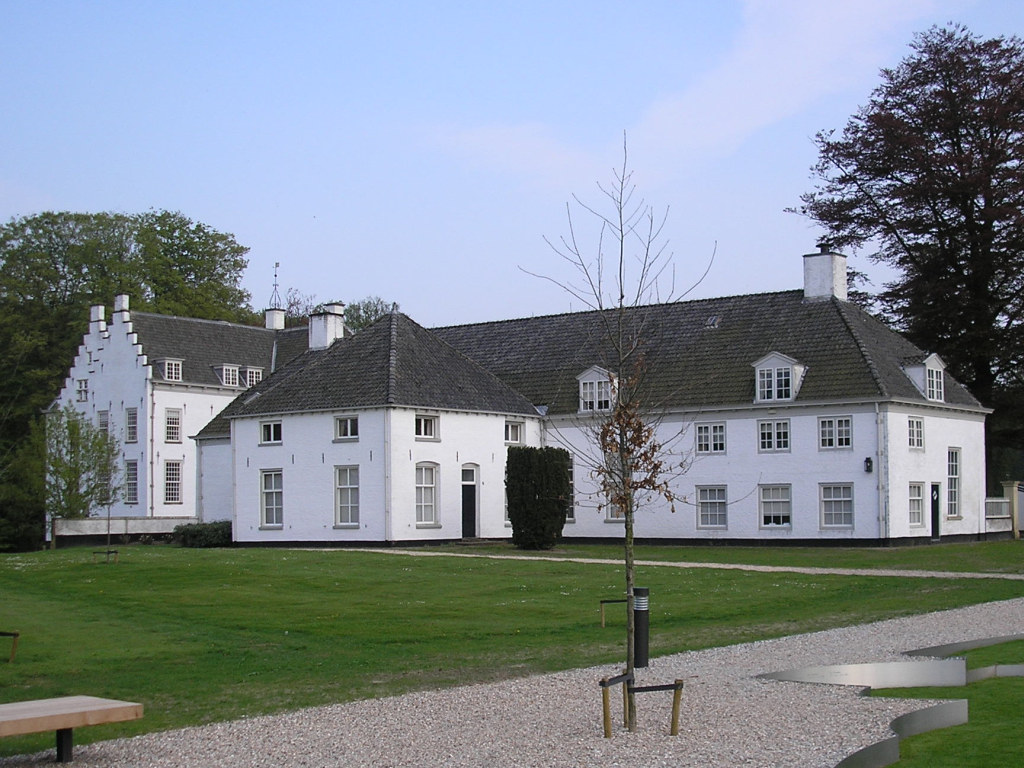
Achterkant met trapgevels (vanaf Tuin van Bezinning achter koetshuis).

Huis 't Velde is een landhuis ten oosten van Warnsveld, in de Nederlandse provincie Gelderland. De voormalige havezate wordt voor het eerst vermeld in 1326. Een van de eigenaren was Arnold Joost van Keppel, de eerste graaf van Albermarle. Het huis is eigendom van de stichting Geldersch Landschap & Kasteelen en is sinds 1976 verhuurd aan de Nederlandse Politie voor gebruik door de School voor Politie Leiderschap (SPL) als conferentie- en studiecentrum.

## Ligging
Huis 't Velde is gelegen aan de provinciale weg 346 tussen Zutphen en Lochem. Het bosrijke landgoed sluit aan op het aan de overzijde van het riviertje de Berkel gelegen landgoed van Huis De Voorst te Eefde dat ook door Het Geldersch Landschap beheerd wordt. Het is landschappelijk gezien met landgoed 't Velde verbonden sinds graaf Arnold Joost van Keppel aan het begin van de achttiende eeuw voor deze landgoederen tot een gemeenschappelijke parkaanleg besloot.

## Middeleeuwen
Lang werd gedacht dat vroegste vermelding dateert uit 1326 als Gelders leen waarbij Hendrik van Suderas wordt genoemd als eigenaar van t goet ten Velde'. Maar dit blijkt te slaan op een gelijknamige hoeve in Vierakker. De oudste vermelding van het Warnsveldse 't Velde dateert uit 1378. Ook dit huis was een Gelders leen. De Zutphense koopmans- en patriciërsfamilie Lerinck had het huis in leen. In de kelder zijn restanten aanwezig van een 14e-eeuws bakstenen gebouw, maar het huis was in die periode nog van geen noemenswaardig belang.

## Bentinck

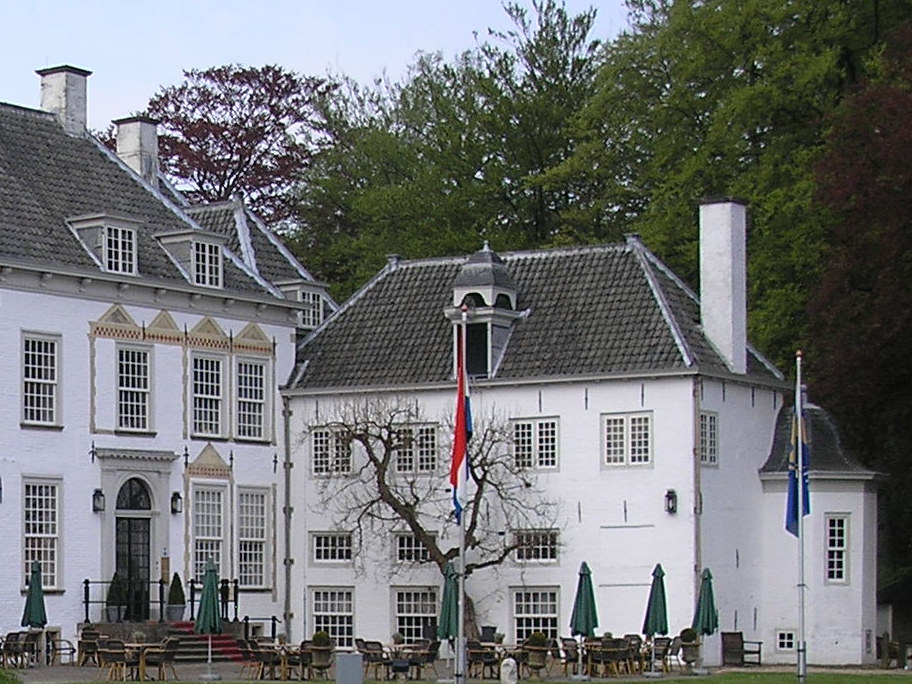
Entree met blootgelegde frontons

Pas in de zestiende eeuw ontstaat de basis van het huidige huis wat onder andere nog te herleiden is uit stijlelementen zoals de driehoekige frontons met schelpmotieven in de gevel van het oudste deel van het hoofdgebouw bij de entree. Bij een restauratie in de jaren 60 stuitte men op deze en andere renaissanceversieringen en heeft men ze zodanig in de restauratie verwerkt dat ze zichtbaar zijn gebleven.
In 1516 komt 't Velde in het bezit van het geslacht Bentinck wanneer Catharina Leerinck, de echtgenote van Hendrik Bentinck het goed erft van haar broer Andries. Hoewel het geslacht pas in de achttiende eeuw zijn hoogtijdagen viert was deze Hendrik Bentinck (het geslacht kent vele Hendri(c)ken) als rentmeester van de hertogelijke domeinen op de Veluwe beslist al een vooraanstaand man.
Rond 1597 laten Johanna Bentinck en haar man Gosen van Lawich het huis grondig verbouwen waarbij vrijwel zeker de complete oostelijke vleugel inclusief het achtkantige torentje aan de voorkant is aangebouwd. Waarschijnlijk stammen ook de trapgevels aan de achterzijde uit deze periode. Omdat het huis zich daarmee aan voor- en achterzijde met twee volledig verschillende bouwstijlen presenteert wordt het ook wel "het huis met de twee gezichten" genoemd.

## Van Keppel

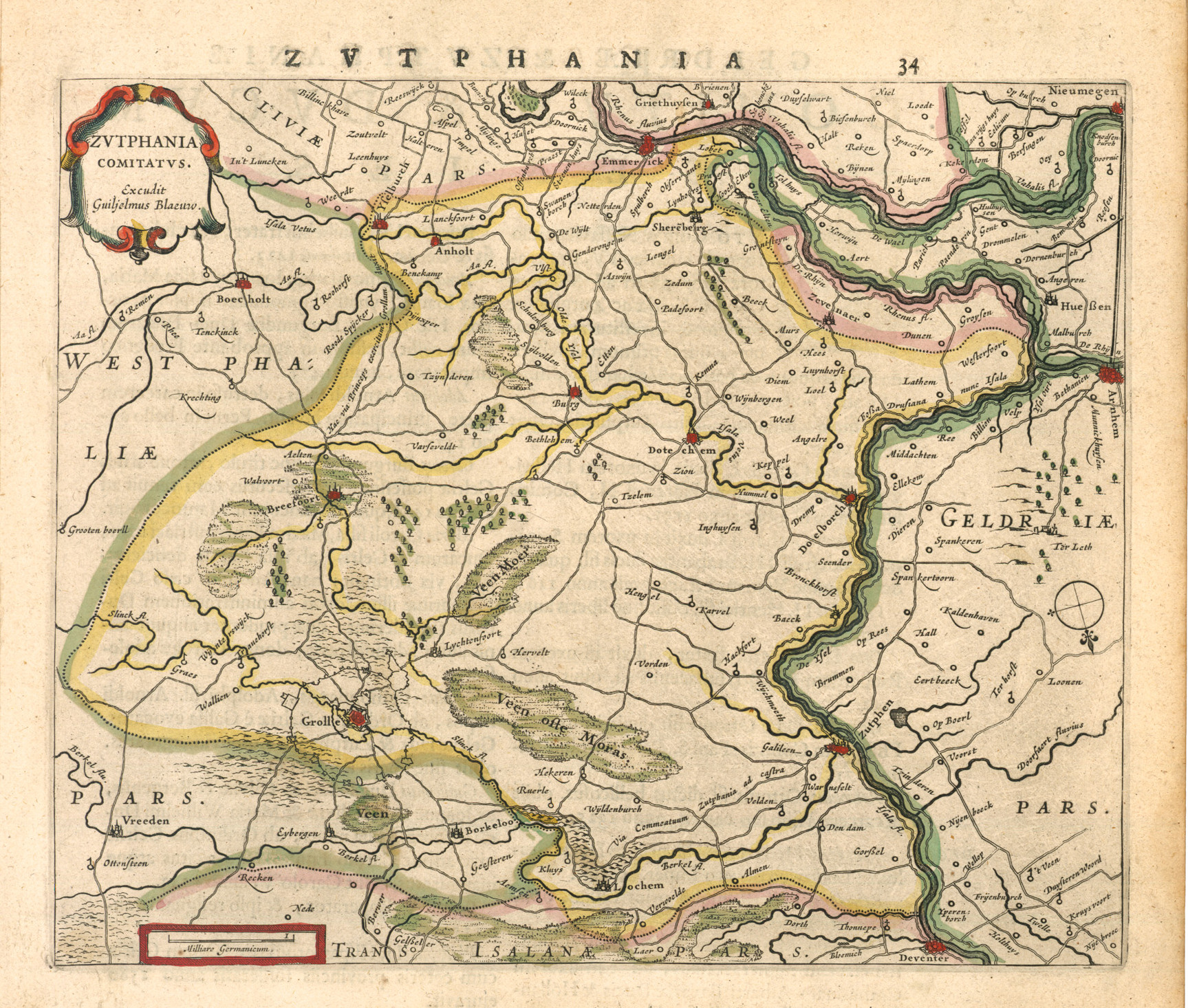
Kaart uit 1645 waarop Keppel en 'Velden' aangegeven zijn.

In 1691 komt het huis in het bezit van Arnold Joost van Keppel tot Voorst, graaf van Albemarle die rond dezelfde tijd op het iets noordelijker gelegen landgoed van zijn voorouders in Eefde ook Huis De Voorst laat bouwen. Graaf Arnold was zeer intiem bevriend met koning-stadhouder Willem III en kon daarom de stadhouderlijke architect Daniël Marot en Jacobus Roman die ook aan Paleis Het Loo hadden gewerkt inschakelen bij de bouw van Huis De Voorst - er ontstaat een kleine replica van Het Loo die, mede vanwege de tuinen, ook wel "het Versailles van de Achterhoek" wordt genoemd.
Rond 1700 laat hij ook het oude hoofdgebouw van Huis 't Velde, waar inmiddels zijn moeder woont, naar het westen verlengen en wordt de hele zuidelijke hoofdvleugel onder één dak gebracht. Omdat de zeventiende-eeuwse trapgevels aan de achterkant intact worden gelaten behoudt het huis daar deels het karakter van een havezate. Algemeen wordt aangenomen dat Daniël Marot ook bij deze verbouwing betrokken is geweest en dat onder andere de twee met acanthusmotieven gesierde schouwen door zijn inmenging zijn aangebracht.

## Van Dorth
De volgende eigenaar wordt baron Jan Adolph Hendrik Sigmund van Dorth die het huis in 1745 in zijn bezit krijgt, vader van de Freule van Dorth. In 1748 biedt het huis onderdak aan de verjaagde koning van Corsica Theodor von Neuhoff die familiebanden met Van Dorth heeft. Het gaat de Van Dorths echter niet voor de wind en in 1795 worden al hun bezittingen in beslag genomen, waarna Huis 't Velde in 1801 openbaar onder de hamer komt en gekocht wordt door Anna Aleida Bouwer, die sinds 1780 als douairière (weduwe van) Jacob Derk Burchard van Heeckeren door het leven gaat.

## Van Dijk
Na aankoop door de adellijke weduwe wisselt het huis in korte tijd een aantal keren van eigenaar en komt het in 1809 in het bezit van Van Markel Bouwer en in 1816 van Van Nispen, voordat het in 1824 door mr. J.A. van Dijk gekocht wordt die er weer wat serieuzer werk van maakt. Zo worden de ramen vervangen door nieuwe in empirestijl en wordt het huis voor het eerst wit gepleisterd. Ook wordt de balzaal opgeknapt en krijgt de hal decoratief stucwerk. Hendrik van Lunteren krijgt opdracht het park aan te pakken en verandert dit in een landschappelijke stijl.
Vanaf 1899 mag de familie van Dijk zich "Van Dijk van 't Velde" noemen en het Huis blijft nog tot 1959 in het bezit van de familie.

## Geldersch Landschap
Wel heeft de stichting Het Geldersch Landschap al vanaf 1953 stukje bij beetje door schenkingen verschillende percelen grond van het landgoed 't Velde in bezit gekregen. In 1959 koopt de stichting dan uiteindelijk ook het huis, maar geeft het in beheer aan Geldersche Kastelen. Tussen 1962 en 1964 wordt het huis dan nog eens grondig opgeknapt en krijgt de zijvleugel ramen.
Het Geldersch Landschap zet zich tegelijkertijd in om de kenmerkende sfeer van de oude landgoederen in de Achterhoek te behouden, waarin bossen en cultuurgronden elkaar afwisselen en breidt het landgoed uit met bossen ten zuiden van de weg naar Lochem. Het nu 79 hectare grote landgoed sluit bovendien nog steeds naadloos aan op het landgoed de Voors dat ook onder beheer van de stichting is, waardoor een zeer groot gebied in oude stijl behouden kan blijven.

## Politieacademie
Het huis wordt tegenwoordig gebruikt als conferentie- en studiecentrum door de School voor Politie Leiderschap (SPL). Dit is een onderdeel van de Politieacademie (voorheen het Landelijk Selectie- en Opleidingsinstituut Politie (LSOP)). Het huis kan niet bezocht worden met uitzondering van open dagen van de politie of op Open Monumentendag. De wegen en paden van het landgoed zijn van zonsopgang tot zonsondergang wel toegankelijk voor het publiek. Ook het park om het huis is vrij toegankelijk, zodat het "huis met de twee gezichten" van beide kanten bewonderd kan worden.
Op 21 maart 2006 werd in het park achter het koetshuis de Tuin van Bezinning geopend; een nationaal monument bedoeld om politiemensen te herdenken die tijdens het uitoefenen van hun dienst om het leven gekomen zijn.